# Dolina triglavských jezer
Dolina triglavských jezer (slovinsky Dolina Triglavskih jezer), někdy Dolina Sedmi Triglavských jezer je terasovité údolí nacházející se ve slovinské části Alp, v Julských Alpách. Její délka ve směru z jihu na sever činí přibližně 8 km. Na jihu padá prudkou skalní stěnou Komarčou do údolí Bohinjského jezera. Na východě ji ohraničuje prudká skalní stěna hřebene tvořeného od jihu vrcholy Rušnata glava, Mala Tičarica, Velika Tičarica, Kopica, Mala Zelnarica, Velika Zelnarica, Vršak a Poprovec. Na severu končí údolí u vrcholů Kanjavec a Vodnikov Vršac. Západní svah údolí je mírnější a hřeben tvoří od severu vrcholy Malo Špicje, Veliko Špicje, Vrh Labrje, Plaski Vogel, Travnik, Vršac, Čelo, Glava za Bajto a Kal.

## Jezera
V údolí je tradičně počítaných sedm jezer a podle tohoto počtu bývá také někdy pojmenovaná. Jedná se sestupně údolím o jezera Jezero pod Vršacem, Jezero pod Vršaki, Rjavo jezero, Zeleno jezero, Jezero v Ledvicah, Dvojno jezero a Črno jezero. V horní části údolí se ještě nachází Mlaka v Laštah, jež je většinou bez vody. Nad Kočou pri Triglavskih jezerih se nachází dvě umělá jezera Močivec a Umetno jezero.

## Chaty
V dolní části údolí u Dvojneho jezera pod horou Malá Tičarica stojí horská chata Koča pri Triglavskih jezerih. V horní části údolí mezi horami Malo Špicje, Vodnikov Vršac a Poprovec se nachází chata Zasavska koča na Prehodavcih